# Giulio Tonti
Giulio Tonti (ur. 9 grudnia 1844 w Rzymie, zm. 11 grudnia 1918 tamże) – włoski kardynał i dyplomata, prefekt Kongregacji ds. Zakonów.

## Życiorys
Ukończył Pontyfikalne Seminarium Rzymskie gdzie uzyskał doktoraty z filozofii, teologii i utroque iure. Święcenia kapłańskie otrzymał 21 grudnia 1867. Pracował jako wykładowca i wicerektor w Ateneum "De Propaganda Fide" (lata 1868–1879). Od roku 1879 dyplomata papieski. Początkowo służył jako audytor w nuncjaturach we Francji, a następnie w Portugalii.
11 lipca 1892 otrzymał nominację na tytularnego biskupa Samos. Miesiąc później został delegatem apostolskim w Santo Domingo, Haiti i Wenezueli. Konsekrowany w Rzymie przez kardynała Vincenzo Vannutelli. Od 24 lutego 1893 sprawował funkcję administratora apostolskiego archidiecezji Port-au-Prince i diecezji Les Gonaïves na Haiti. W tym okresie promowany został do nowej stolicy tytularnej – Sardes. 1 października 1894 mianowany metropolitą Port-au-Prince. 27 sierpnia 1902 przeniesiony na funkcję nuncjusza w Brazylii. Otrzymał jednocześnie stolicę tytularną Ancira. W latach 1906–1910 nuncjusz w Portugalii.
Na konsystorzu 6 grudnia 1915 otrzymał kapelusz kardynalski z tytułem prezbitera Santi Silvestro e Martino ai Monti. 13 lutego 1917 mianowany prefektem Kongregacji ds. Zakonów i pozostał nim do śmierci. Pochowany na Campo Verano.